# Billet de 500 roupies Mahatma Gandhi

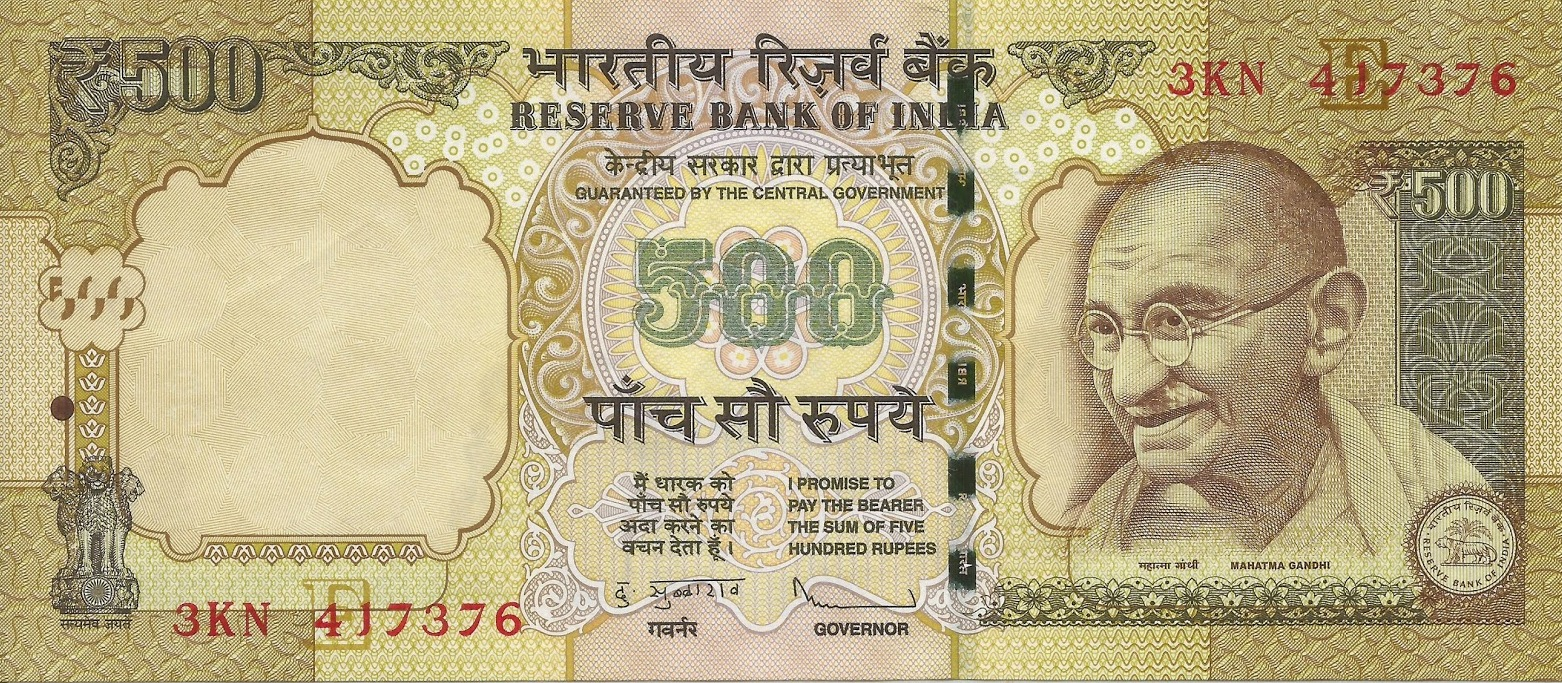
Billet de 500 roupies démonétisé.

Le billet de 500 roupies de la série Mahatma Gandhi est un ancien billet de banque indien. Il est démonétisé le 9 novembre 2016.